# Ístria eslovena

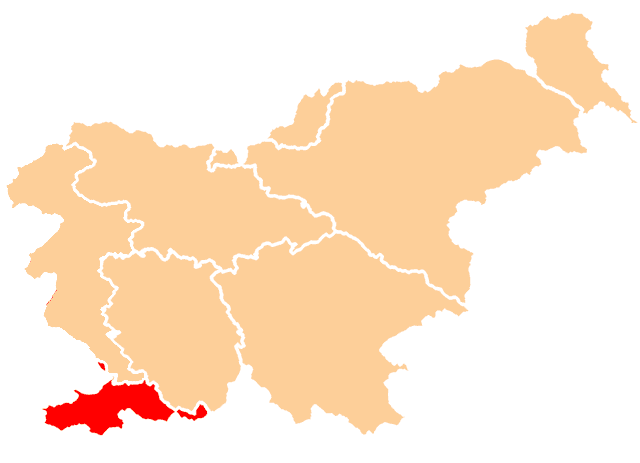
L'Ístria eslovena amb relació a Eslovènia

L'Ístria eslovena (Slovenska Istra en eslovè, Istria slovena en italià), també anomenada Obala ("la costa") en eslovè, és una regió del sud-oest d'Eslovènia. Comprèn la part nord de la península d'Ístria, i forma part d'una regió històrico-geogràfica més gran anomenada Primorska o "Litoral eslovè". La seva ciutat més gran és Koper. Altres nuclis de població important són Izola, Piran i Portorož. A tota la regió hi ha prop de 120 nuclis de població. A la zona costanera són cooficials l'eslovè i l'italià.